# 四面半六面體
在幾何學中，四面半六面體是一種非凸七面體，屬於星形多面體及均勻多面體，也可以歸類在非凸均勻多面體；特別地，這個立體是所有非柱狀均勻多面體中唯一擁有奇數面數的幾何體。其外觀看起來像部分面向內凹陷的正八面體，因此可以視為正八面體的刻面半多面體，故這個立體又稱為半刻面八面體。其構成方式為將正八面體的面替換為3個幾何中心的對角面並保留一半數量的原始三角形面構成，因此這個立體也可以歸類為半多面體。由於其部分面通過幾何中心，因此其對偶多面體的頂點會落在無窮遠處，即無窮实射影平面上的點。

## 性質
四面半六面體由7個面、12條邊和6個頂點組成，其中，7個面中有4個三角形面和3個正方形面，這3個正方形皆通過了整個立體的幾何中心。組成四面半六面體的6個頂點都是兩個三角形與兩個正方形的公共頂點，其排列順序為3.4.3/2.4，其中3/2表示反向相接的三角形，其頂點圖為交叉四邊形。組成四面半六面體的12條邊皆為三角形與正方形的公共邊。其整個立體與正八面體共用頂點，其去除了正八面體的其中4個三角形面，並加入了3個相互交叉並且沿對角線相互平分的正方形，因此其可以作為正八面體刻面後的結果。

### 面的組成
四面半六面體是一個半多面體，其名稱中的「半」表示部分的面來自於正多面體，但數量僅有正多面體的一半。在這個立體中，3個正方形來自於正六面體（俗稱立方體），但數量僅有正六面體的一半，因此稱為半六面體。此外，半多面體來自於正多面體的面也會與其原始正多面體的面有著相同的朝向，例如立方體的6個面，兩兩一組分別面向3個相互垂直的方位，而對應到這個立體的3個正方形面：其分別面向3個相互垂直的方位。
| 四面半六面體 | 四面半六面體的其中一個面 |

半刻面多面體的特性也意味著部份面會通過多面體的幾何中心，並互相相交。這個立體在視覺外觀上，每個正方形被分成四個直角三角形，但只有2個直角三角形可見，其餘被三角形面遮蔽。

### 頂點座標
這個立體共享了正八面體的頂點排列方式，因此其頂點座標與正八面體相同：
( ±1, 0, 0 );
( 0, ±1, 0 );
( 0, 0, ±1 ).

### 二面角
四面半六面體的二面角僅有一種，即正方形面與三角形面的交角，其值為三的平方根倒數的反餘弦值：
{\displaystyle \cos ^{-1}({\frac {\sqrt {3}}{3}})\approx 0.955316618\approx 54.73561^{\circ }}

### 展開圖
四面半六面體可以展開為展開圖，然而其有部分面自相交，因此無法實際用「自相交」版的展開圖來製作其模型。而若將其轉變為簡單多面體則需要在這多面體中相交的面上放置新的頂點和邊，因此自相交的正方形會被分割為4個等腰直角三角形。四面半六面體轉換為簡單多面體後共有16個面。
| 四面半六面體的展開圖， 虛線為自相交的位置。 | 四面半六面體做為簡單多面體時 的展開圖 |

同時，其拓樸結構可以視為與截半立方體半形同構，因此這個立體的拓樸結構也可以視為是一種擬正則地區圖（quasiregular map）；四面半六面體也可以視為截半立方體半形浸入三維空間所形成的立體。

### 定向性
四面半六面體的表面是一個不可定向的曲面，即無法定義表面上特定點屬於內部或外部，因為任何點都可以在不打洞的情況下經由表面找到一個路徑連接該點對應的背面的位置，這個特性與克萊因瓶類似。四面半六面體是唯一一種歐拉特徵數為1的均勻多面體，故其為投影多面體，其在实射影平面上生成的曲面與羅馬曲面類似。
| 羅馬曲面 |

## 對偶多面體
四面半六面體的對偶多面體稱為四面半無窮星形六面體，有時稱為三維瑞士十字（3D Swiss cross）。由於四面半六面體有部分面幾何中心落在整個立體的幾何中心上，因此其對偶多面體的頂點會落在無窮遠處，即無窮实射影平面上的點。一般來說，這樣的立體無法被具象化。為了具像化這種立體，溫尼爾在著作《對偶模型》中將其描述為由無限高的柱體組合構成的立體。四面半無窮星形六面體被具象化為3個雙向延伸的正四角柱，底面為正方形，每個方向的柱體延伸到相同的無窮遠點，以保持整體的對稱性。在實際上被具象化的模型通常只會展現這個無窮高立體的局部，也就是會截去遠離幾何中心一定距離外的立體。溫尼爾建議讓這些幾何形狀分類到一類新的星形多面體，稱為無窮星形多面體。然而，由於其包括了無窮遠點，因此其無法滿足多面體通常的定義，僅能被視為廣義的多面體。另一方面，由於其立體中心部分可以視為一個立方體，因此廣義上來說，這個立體也可以視為是星形立方體的一種。
在拓樸上，對偶多面體的面數通常會與原始立體的頂點數相同，因此四面半六面體的對偶多面體應包含了7個頂點，其中3個頂點位於無窮实射影平面上，在方向上對應於八面體半形（一種抽象多面體）的三個頂點；其餘四個頂點位於中央立方體，並交錯地以立方體半形（在此處具象化為正四面體）的方式分佈。
由於這個立體有頂點位於無窮实射影平面上，因此無法定義其表面積與體積。
四面半無窮星形六面體的局部結構曾出現在一些建築結構的設計中。

## 五複合四面半六面體
五複合四面半六面體是四面半六面體的五複合體。
| 截半十二面體 | 五複合正八面體 | 五複合四面半六面體 | 五複合四面半無窮星形六面體： 五複合四面半六面體的對偶多面體 |

## 相關多面體

### 刻面八面體
刻面八面體是指不改變正八面體的頂點的情況下，將正八面體的面替換所形成的幾何結構。四面半六面體是正八面體經過「半刻面」的結果；「半刻面」中的「半」表示其會產生通過幾何中心的面。另一種正八面體的刻面方式是將正八面體的8個三角形保留其中6個，並加入3個通過內部的折四邊形，這種刻面八面體又稱為反柱刻面八面體。
| 反柱刻面八面體 | 反柱刻面八面體的頂點圖 |

由正八面體的頂點構成，但邊或面連結方式與正八面體相異的立體，較知名的幾個有：
- 半刻面八面體：面互相相交，部分面過幾何中心。[3]
- 反柱刻面八面體：面同樣互相相交，也過其幾何中心，但屬於反柱體對稱性。[3]
- 皮特里八面體：面換成正八面體的皮特里多邊形。[26]

| 正八面體 | 半刻面八面體 | 反柱刻面八面體 | 皮特里八面體 |

這個立體為柏拉圖立體半刻面後而成，其他也由柏拉圖立體半刻面而成的立體有：
| 正四面體             | 立方體       | 正八面體     |
| (無「半刻面」的結果) | 半刻面立方體 | 半刻面八面體 |

#### 皮特里八面體
皮特里八面體是正八面體的皮特里對偶，可以透過將原有正八面體上取皮特里多邊形構成，換句話說，皮特里八面體為由正八面體的皮特里多邊形構成的立體。由於正八面體的皮特里多邊形為扭歪六邊形，因此無法確立其封閉範圍，故無法計算其表面積和體積。
皮特里八面體是一種虧格為4的不可定向立體，由4個面、12條邊和6個頂點組成，其中，每個面都是扭歪六邊形，每個頂點都是4個扭歪六邊形的公共頂點。
| 正八面體的皮特里多邊形 | 構成皮特里八面體的扭歪六邊形面 |

皮特里八面體與正八面體互為皮特里對偶，也就是說，皮特里八面體的皮特里對偶為正八面體，換句話說，即皮特里八面體的皮特里多邊形為正三角形。
拓樸結構與皮特里八面體互相對應的正則地區圖其在施萊夫利符號中可以用{6,4}表示，其意義代表每個頂點都是4個六邊形的公共頂點。相同的拓樸結構可透過將正四面體的頂點所有替換成交叉蓋，並且將所有稜替換為四價頂點，同時將所有面替換成邊數為原來邊數兩倍的面來構成。其對應的對偶多面體在施萊夫利符號中可以用{4,6}表示，其意義代表每個頂點都是6個四邊形的公共頂點，並具有6個面、12條邊和4個頂點。
| 皮特里八面體 | 以正則地區圖表示的皮特里八面體 | 皮特里八面體的對偶多面體以正則地區圖表示 |

## 外部連結
- 埃里克·韦斯坦因. . MathWorld.